# アルスター防衛同盟

UFFが描かれた壁画

アルスター防衛同盟(アルスターぼうえいどうめい、Ulster Defence Association:UDA)は、1971年に創設された北アイルランド統一派(ユニオニスト)系右派組織である。北アイルランド問題においてアルスター自由戦士団(the Ulster Freedom Fighters:UFF)、アルスター防衛軍(the Ulster Defence Force:UDF)といった武装勢力の上部組織になり、ユニオニスト系民兵の最大勢力としてIRA暫定派など北アイルランド解放派（リパブリカン）への攻撃を行った。

## テロ活動
70年代の創設以来、UDAはIRAらリパブリカンと敵対してテロ闘争を始め、カトリック教会や一般民家への放火・略奪、カトリック市民への誘拐・虐殺など一般市民を巻き添えにした苛烈なテロを行った。これらの暴力などからIRAからの反撃を受けるようになり、双方が爆弾テロや襲撃などによって殺害しあうという抗争状態が起きた。
1988年、特殊空挺部隊に暗殺されたIRA戦闘員三人の葬儀に参加する人々をUDAの下部組織UFFが襲撃する（ミルタウン墓地襲撃事件）。実行犯はUFFメンバーの一人であるマイケル・ストーンであり、シン・フェイン党幹部を暗殺するために2丁の拳銃と手榴弾を用意して人々を無差別に襲撃、3人を殺害して60人を負傷させた。その後ストーンは2006年に再び北アイルランド議会を襲撃し、2008年の裁判では13の容疑で懲役16年もの実刑判決が下ることになる。
IRAが停戦するなどして和平が進むと、UVFと抗争事件を起こしたり、UDA内部で政治闘争が始まるようになったと言われている。

## 構成
最大規模だった1972年には40000人もの構成員が存在し、そのうち1000人が武力闘争に参加していた。
また、1989年に起こした弁護士暗殺事件の捜査によって、当初は敵対していたはずのイギリス政府との関係が発覚している。イギリス政府は国家機関からIRAに関する情報を入手していた他、UDAは1992年まで政府から非合法認定を受けることすらなかった。
テロ活動だけではなく麻薬の取引や恐喝といった犯罪行為にも関わっている。また、これらの犯罪行為はUVFやIRAでも行われていたと言われる。
後に敵対関係になったこともあるアルスター義勇軍とは武器の提供を受けたこともあり、Vz 58自動小銃などUVFと共通する武器を使っていた。

## 犠牲者
UVF(アルスター義勇軍)と同様、UDAの最大の犠牲者は一般市民であり、209人(うち12人は政治家)が殺害された。殺害したIRAなどリパブリカン活動家は11人。UVFなど他のユニオニスト系活動家は37人。治安機関の人間は3人殺害した。また、91人のUDA構成員が北アイルランドでの抗争で殺害されたと言われている。

## 現在
2010年に武装解除を行い活動を休止したが、現在でもユニオニスト系の市民に影響力があると思われる。2012年12月，ベルファスト市庁舎での英国旗掲揚の制限を同市議会が決定した時、反対するユニオニスト系市民らによる抗議デモが暴動に発展した際、UVFとUDAの幹部達が関わったと見られている。